# Randy Daniels

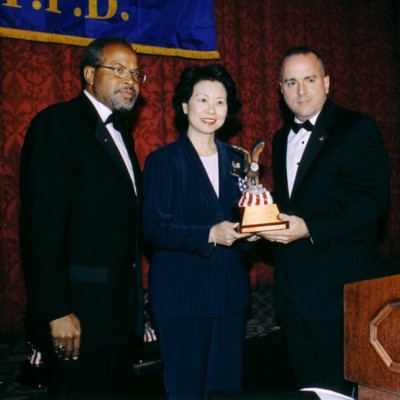
Randy Daniels und Arbeitsministerin Elaine Chao bei dem Erhalt ihrer Auszeichnungen von der New York Sergeant's Benevolence Association bei der 2007 Support the Troops Gala.

Randy A. Daniels (* 1950) ist ein US-amerikanischer Politiker (Republikanische Partei). Er war von 2001 bis 2006 Secretary of State von New York.

## Werdegang
Über die Jugendjahre von Randy A. Daniels ist nichts bekannt. Er machte einen Bachelor in Government Studies und Journalismus an der Southern Illinois University. Von 1970 bis 1972 war er als Reporter für das WVON Radio in Chicago (Illinois) tätig. Danach arbeitete Daniels von 1972 bis 1977 als Korrespondent für CBS News in Chicago, von 1977 bis 1980 als Auslandskorrespondent für CBS News in Nairobi (Kenia) und von 1980 bis 1982 als National Correspondent für CBS News am Hauptsitz in New York City. Daniels war von 1986 bis 1988 Director of Communications im New York City Council President's Office und von 1988 bis 1992 Pressesprecher des Premierministers von Bahamas Lynden O. Pindling. Von 1995 bis 1999 diente er unter dem Gouverneur George Pataki als Senior Vice President und Deputy Commissioner of Economic Revitalization der Empire State Development Corporation. Er war von Dezember 1999 bis April 2001 Senior Vice President bei Canyon Johnson Urban Fund, L.L.P., einem Immobilienaktienfond mit Hauptsitz in Beverly Hills (Kalifornien). Ferner war er Mitglied der Weapons of Mass Destruction Task Force. Von April 2001 bis September 2006 bekleidete er den Posten als Secretary of State von New York. Während dieser Zeit hielt er auch mehrere andere Ämter. In diesem Zusammenhang hatte er den Vorsitz im New York State Real Estate Board und im New York State 911 Board für Wireless Emergency Calls. Im April 2007 begann er bei Gilford Securities, Inc. zu arbeiten.